# Epicauta niveolineata
Epicauta niveolineata es una especie de coleóptero de la familia Meloidae.

## Distribución geográfica
Habita en México.